# Pouques-Lormes
Pouques-Lormes település Franciaországban, Nièvre megyében. Lakosainak száma 142 fő (2022. január 1.). Pouques-Lormes Bazoches, Anthien, Empury, Lormes, Magny-Lormes és Neuffontaines községekkel határos.

## Népesség
A település népességének változása:
| Lakosok száma | 163  | 162  | 164  | 160  | 159  | 158  | 157  | 149  | 142  |
|               | 2013 | 2015 | 2016 | 2017 | 2018 | 2019 | 2020 | 2021 | 2022 |